# Équipe du Canada de hockey sur glace à la Coupe Spengler 2009
L'équipe du Canada finit 3e de la Coupe Spengler 2009.

## Contexte
La Coupe est disputé entre le 26 décembre 2009 et le 31 décembre 2009 à Davos en Suisse, sous la forme d'une poule unique contre l'Adler Mannheim d'Allemagne, le Dinamo Minsk de Biélorussie, le HC Energie Karlovy Vary de République tchèque et le HC Davos de Suisse.

## Alignement

### Joueurs
| Numéro | Nom                 | Position  | Date de naissance | Équipe                | PJ | B | A | Pts | Pun | Participation |
| ------ | ------------------- | --------- | ----------------- | --------------------- | -- | - | - | --- | --- | ------------- |
| 2      | DuPont, Micki       | Défenseur | 15 avril 1980     | EV Zoug               | 4  | 0 | 1 | 1   | 0   | 2e            |
| 7      | Ouellet, Michel     | Attaquant | 5 mars 1982       | Fribourg-Gottéron     | 4  | 0 | 0 | 0   | 0   | 1re           |
| 9      | Daigle, Alexandre   | Attaquant | 7 février 1975    | SC Langnau Tigers     | 4  | 2 | 0 | 2   | 2   | 1re           |
| 10     | Aubin, Serge        | Attaquant | 15 février 1975   | Fribourg-Gottéron     | 4  | 0 | 3 | 3   | 4   | 3e            |
| 11     | Pecker, Cory        | Attaquant | 20 mars 1981      | HC Viège              | 4  | 0 | 1 | 1   | 0   | 2e            |
| 12     | Rivers, Jamie       | Défenseur | 16 mars 1975      | HC Ambri-Piotta       | 4  | 0 | 1 | 1   | 0   | 1re           |
| 15     | McLean, Brett       | Attaquant | 14 août 1978      | CP Berne              | 4  | 0 | 0 | 0   | 4   | 1re           |
| 16     | Bell, Mark          | Attaquant | 5 août 1980       | Kloten Flyers         | 4  | 3 | 0 | 3   | 4   | 1re           |
| 17     | McLean, Kurtis      | Attaquant | 2 novembre 1980   | Lukko Rauma           | 4  | 2 | 4 | 6   | 14  | 1re           |
| 22     | McTavish, Dale      | Attaquant | 28 février 1972   | EV Zoug               | 4  | 0 | 0 | 0   | 0   | 4e            |
| 23     | Devereaux, Boyd     | Attaquant | 16 avril 1978     | HC Lugano             | 4  | 0 | 2 | 2   | 0   | 1re           |
| 24     | Vigier, Jean-Pierre | Attaquant | 11 septembre 1976 | CP Berne              | 4  | 2 | 3 | 5   | 2   | 3e            |
| 25     | Siklenka, Mike      | Défenseur | 18 décembre 1979  | EC Red Bull Salzbourg | 4  | 1 | 0 | 1   | 2   | 2e            |
| 26     | Brooks, Brendan     | Attaquant | 26 novembre 1978  | SC Langnau Tigers     | 4  | 0 | 0 | 0   | 2   | 1re           |
| 27     | Robitaille, Randy   | Attaquant | 10 décembre 1975  | HC Lugano             | 4  | 1 | 2 | 3   | 6   | 2e            |
| 37     | Curtis Brown        | Attaquant | 12 février 1976   | HC Bienne             | 4  | 0 | 0 | 0   | 4   | 1re           |
| 38     | Tremblay, Yannick   | Défenseur | 15 novembre 1975  | Straubing Tigers      | 4  | 1 | 0 | 1   | 0   | 2e            |
| 41     | Murphy, Curtis      | Défenseur | 3 décembre 1975   | SC Langnau Tigers     | 4  | 0 | 1 | 1   | 4   | 2e            |
| 44     | Heins, Shawn        | Défenseur | 24 décembre 1973  | Fribourg-Gottéron     | 4  | 3 | 1 | 4   | 8   | 3e            |
| 55     | Jackman, Ric        | Défenseur | 28 juin 1978      | HC Bienne             | 4  | 0 | 3 | 3   | 2   | 2e            |
| 77     | Roche, Travis       | Défenseur | 17 juin 1978      | CP Berne              | 4  | 1 | 2 | 3   | 2   | 1re           |
| 61     | Down, Blaine        | Attaquant | 16 juillet 1982   | GCK Lions             | 4  | 0 | 0 | 0   | 0   | 1re           |
| 91     | Trudel, Jean-Guy    | Attaquant | 10 octobre 1975   | ZSC Lions             | 4  | 2 | 1 | 3   | 4   | 4e            |

### Gardiens de but
| Numéro | Nom               | Date de naissance | Équipe                | PJ | V | D | Min | BC | Moy  | Bl | A | Pts | Pun | Participation |
| ------ | ----------------- | ----------------- | --------------------- | -- | - | - | --- | -- | ---- | -- | - | --- | --- | ------------- |
| 31     | Dubielewicz, Wade | 30 janvier 1979   | Aeros de Houston      | 4  | 2 | 2 | 192 | 16 | 5,00 | 0  | 0 | 0   | 0   | 1re           |
| 32     | LeNeveu, David    | 23 mai 1983       | EC Red Bull Salzbourg | 2  | 0 | 0 | 48  | 1  | 1,25 | 0  | 0 | 0   | 0   | 1re           |

### Entraîneurs
| Poste                | Nom              | Équipe        |
| -------------------- | ---------------- | ------------- |
| Entraîneur-chef      | MacTavish, Craig | Hockey Canada |
| Assistant entraîneur | Shedden, Doug    | EV Zoug       |
| Assistant entraîneur | Simpson, Sean    | ZSC Lions     |